# Kamil Kasperczak
Kamil Hubert Kasperczak (31 dicembre 2000) è un pentatleta polacco.

## Biografia
Si è messo in mostra ai Giochi olimpici giovanili di Buenos Aires 2018 dove si è classificato 9º nella prova individuale. Nella squadra mista ha vinto il bronzo gareggiando con la spagnola Laura Heredia.
Agli europei di Székesfehérvár 2022 ha vinto l'argento nella staffetta con Łukasz Gutkowski. Si è classificato 10º nell'individuale e 4º nella classifica a squadre.

## Palmarès
Per la Polonia
- Europei

Székesfehérvár 2022: argento nella staffetta;
Per la Squadra mista
- Giochi olimpici giovanili

Buenos Aires 2018: bronzo nella squadra mista;